# 根蛹筆螺
根蛹筆螺（学名：Vexillum radix）为蛹筆螺科蛹筆螺屬下的一个种。